# Громобій (фільм, 1995)
Громобій (англ. Thunderbolt) — гонконзький фільм за участю Джекі Чана, вийшов на екрани в 1995 році.

## Сюжет
Чан Фо, талановитий та безстрашний гонщик, тепер працює механіком-експертом. Випадок зводить Фо з ексцентричним та безжалісним злочинцем, якого звати «Кугар». Цей чоловік — теж великий спеціаліст по автомобілях. Злочинець одразу помічає у Фо сильного, досвідченого та непередбачуваного суперника, — словом, найкращого партнера в перегонах на великих швидкостях. Щоб змусити Фо грати за своїми правилами, Кугар викрадає молодших сестер героя, і пропонує Фо позмагатися з ним на престижному чемпіонаті в Японії. Відважний Фо приймає виклик і вирушає рятувати сестер.

## У ролях
| Актор         | Роль                   |
| ------------- | ---------------------- |
| Джекі Чан     | Чань Фоім              |
| Аніта Юань    | Емі                    |
| Майкл Вон     | Стів Кеннон            |
| Дайо Вон      | Лам                    |
| Торстен Нікел | Ворнер «Кугар» Каугман |
| Кен Ло        | Конг                   |
| Чу Юань       | Тун                    |
| Дейзі Ву      | сестра Фоіма           |
| Енні Мань     | сестра Фоіма           |
| Каяма Юдзо    | Міракамі               |
| Егуро Марі    | донька босса           |
| Кенья Савада  | Со                     |